# Wang Xiankui

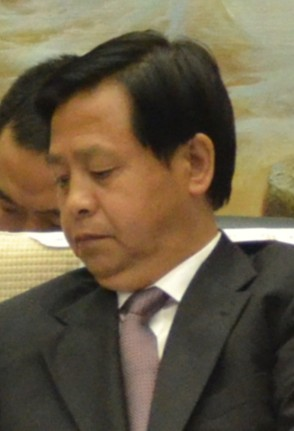
Wang Xiankui

Wang Xiankui (chinesisch 王宪魁; * 1952 in Cangxian, Provinz Hebei) ist ein Politiker in der Volksrepublik China.
Wang wurde 1974 Mitglied der Kommunistischen Partei Chinas. Nach verschiedenen politisch-administrativen Tätigkeiten war er von 2003 bis 2006 stellvertretender Parteisekretär der KPCh in der Provinz Gansu. Von 2006 bis 2010 übte er dasselbe Amt in der Provinz Jiangxi aus.
Seit 2010 ist Wang als Nachfolger von Li Zhanshu Gouverneur und stellvertretender Parteisekretär der Provinz Heilongjiang.
Er war seit 2007 Kandidat und von 2012 bis 2017 Mitglied des Zentralkomitees der Kommunistischen Partei Chinas.